# Staro mesto, Edinburg
Staro mestno jedro (škotsko Auld Toun) je popularno ime za najstarejši del škotske prestolnice Edinburg. Območje je ohranilo večino svojega srednjeveškega načrta ulic in številne stavbe iz obdobja reformacije. Skupaj z novim mestom iz 18./19. stoletja in West Endom je del zaščitene Unescove svetovne dediščine.

## Royal Mile
Royal Mile  ('Kraljeva milja') je ime, ki je bilo skovano v začetku 20. stoletja za glavno ulico starega mestnega jedra, ki poteka po pobočju navzdol od Edinburškega gradu do palače Holyroodhouse in porušene opatije Holyrood. Ozke uličice, pogosto največ nekaj metrov široke, vodijo strmo navzdol proti severu in jugu glavne hrbtenice, ki poteka od zahoda proti vzhodu.
Pomembne stavbe v starem mestnem jedru so stolnica sv. Gilesa, dvorano generalnega zbora Škotske cerkve, Narodni muzej Škotske, Old College Univerze v Edinburghu in stavba škotskega parlamenta. Območje vsebuje podzemne oboke in skrite prehode, ki so ostaline prejšnjih faz gradnje.
Noben del ulice se uradno ne imenuje Royal Mile glede na pravni naslov. Dejanska imena ulic (tečejo od zahoda proti vzhodu) so Castlehill, Lawnmarket, High Street, Canongate in Abbey Strand.

## Ulična ureditev
Ulična ureditev, značilna za stare četrti številnih severnoevropskih mest, je še posebej slikovita v Edinburgu, kjer grad stoji na vrhu skalnate pečine, ostankov ugaslega vulkana, glavna ulica pa se spušča po grebenu od njega. Ta reliefna oblika »skale in repa« je nastala v zadnji ledeni dobi, ko so umikajoči se ledeniki drveli po zemlji in potiskali mehko zemljo na stran, a so jo razklale trše skale vulkanskih kamnin. Skala na vrhu hriba je bila najzgodnejši del mesta, ki se je razvil, postal je utrjen in se je sčasoma razvil v sedanji Edinburški grad. Preostanek mesta je počasi rasel navzdol po kopnem od Castle Rock. To je bilo lahko branjeno mesto z močvirjem na jugu in umetnim jezerom Nor Loch na severu. Dostop do mesta je bil omejen z različnimi vrati (imenovanimi port) v mestnem obzidju, od katerih so ostali le drobni deli.
Prvotna močna linearna hrbtenica Royal Mile je imela samo ozke zaključke in zavitke, ki so vodili ob njenih straneh. Te so začeli dopolnjevati od poznega 18. stoletja s širokimi novimi potmi sever–jug, začenši s potjo severnega/južnega mostu in nato z mostom Jurija IV. Te premočrtne oblike so bile od sredine 19. stoletja dopolnjene z bolj serpentinastimi oblikami, začenši z ulico Cockburn Street, ki sta jo leta 1856 postavila Peddie in Kinnear, kar je posebej izboljšalo dostop med Royal Mile in novozgrajeno postajo Waverley.
Zakon o izboljšanju mesta Edinburg iz leta 1866 je dodatno dodal poti sever jug. To sta zasnovala arhitekta David Cousin in John Lessels. Imel je precej radikalne učinke:
- St Mary's Wynd je bila porušen in nadomeščen s precej širšo St Mary's Street z vsemi novimi stavbami.
- Leith Wynd, ki se je spuščala od High Street do Low Caltona, je bil porušena. Jeffrey Street se je začela od križišča Leitha Wynda z High Street, nasproti St Mary's Street, vendar se je na lokih upognila proti zahodu, da bi se pridružila Market Street.
- East Market Street je bila zgrajena za povezavo Market Street in New Street.
- Ulica Blackfriars Street je nastala s širitvijo Blackfriars Wynd, pri čemer so odstranili vse stavbe na vzhodni strani.
- Nastala je Chambers Street, ki je nadomestila N College Street in odstranila Brown Square (zahod) in Adam Square (vzhod). Ime je dobila po takratnem edinburškem lordu provostu siru Williamu Chambersu in njegovem kipu v središču.
- Nastala je ulica Guthrie, ki povezuje novo ulico Chambers Street s Cowgateom.

## Oddelki
Poleg Royal Mile lahko staro mestno jedro razdelimo na več območij, in sicer od zahoda proti vzhodu:
- West Port, stara pot iz Edinburgha proti zahodu
- Grassmarket, območje na jugozahodu
- Edinburški grad
- Cowgate, spodnji južni del mesta[4]
- Canongate, ime, ki se pravilno uporablja za celotno vzhodno okrožje
- Holyrood, območje s palačo Holyroodhouse in opatijo Holyrood
- Croft-An-Righ, skupina zgradb severovzhodno od Holyrooda

## Stanovanjski objekti
Zaradi prostorskih omejitev, ki jih nalaga ozkost 'repa' in prednosti življenja znotraj obrambnega obzidja je staro mestno jedro postalo dom nekaterih najzgodnejših 'visokih' stanovanjskih stavb na svetu. Večnadstropna stanovanja so postala norma od 16. stoletja naprej. Veliko teh stavb je bilo uničenih v velikem požaru v Edinburgu leta 1824; prezidava le-teh na prvotnih temeljih je privedla do spremembe nivoja tal in nastanka številnih prehodov in obokov pod starim mestnim jedrom. Gradnja novih ulic, vključno s Severnim in Južnim mostom v 18. stoletju, je prav tako ustvarila podzemne prostore, kot so Edinburški oboki pod slednjim.
Tradicionalno so bile stavbe manj goste v vzhodnem, Canongate, delu. To območje je bilo v petdesetih letih 20. stoletja podvrženo obsežnemu čiščenju in rekonstrukciji barakarskih naselij, nato pa je postalo območje večinoma stanovanjskega sveta. Od leta 1990 do 2010 so se v celotnem Canongateu pojavile velike nove stanovanjske sheme. Te so bile zgrajene v veliko večjem obsegu kot starejše stavbe in so močno povečale prebivalstvo območja.

## Arheologija
Arheološka dela so običajno potrebna pred razvojnimi deli v starem mestnem jedru in ta dela so osvetlila vidike preteklosti starega mestnega jedra. Nekatera nedavna izkopavanja so bila:
- Leta 2012 so izkopavanja AOC Archaeology v Advocates Close odkrila ostanke najemniškega stanovanja iz 16. stoletja in redke depozite iz 12./13. stoletja (ki so bili običajno odstranjeni s kasnejšo gradnjo stavb). Najdeni artefakti so pokazali širjenje območja v 16. in 17. stoletju, pa tudi upad v poznejšem 17. in zgodnjem 18. stoletju.[5]
- Leta 2008 je Headland Archaeology izvedla izkopavanja med High Street in Jeffrey Street ter našla dokaze o srednjeveških gradbenih parcelah; gradnja večnadstropnih najemniških stavb, ki so značilne za večji del starega mestnega jedra 16. stoletja, in njihovo kasnejše rušenje; kot tudi usnjarna, ki je bila ustanovljena na delu mesta v 1830-ih in razširjena na velik del mesta v 1880-ih.[6]
- V letih 1999 in 2000 so arheologi našli del srednjeveškega mejnega jarka pod St Mary's Street.[7] Delo v Canongateu je prav tako odkrilo dele mejnega jarka,[8] pa tudi v Cowgateu.[9] Leta 2015 so izkopavanja AOC Archaeology na ulici East Market Street odkrila severovzhodni del mejnega jarka.
- Izkopavanja pri novi stavbi parlamenta so odkrila več kot tisočletni razvoj in spremembe južne konice starega mestnega jedra.[10]
- Izkopavanja, tudi za stavbo parlamenta, v Queensberry House so odkrila dokaze, da je Charles Maitland, lord Hatton morda kuhinjo Queensberry House preuredil v delavnico za nezakonito posnemanje denarja iz kraljeve kovnice.
- Različna izkopavanja od leta 1980 so pomagala razumeti stolnico St Giles[11] in mestno obzidje.
- Izkopavanja od 1970-ih do 2000-ih so osvetlila stanovanja, ki so obstajala pred Tron Kirkom.[12]

## Večji dogodki
Leta 1824 je velik požar v Edinburghu uničil večino stavb na južni strani odseka High Street med stolnico St. Giles in Tron Kirk.
Med edinburškim mednarodnim festivalom High Street in Hunter Square postaneta zbirališči, kjer izvajalci v Fringeu oglašujejo svoje predstave, pogosto prek uličnih predstav.
7. decembra 2002 je požar Cowgate uničil majhno, a gosto skupino starih stavb na Cowgateu in južnem mostu. Uničil je slavni komični klub The Gilded Balloon in velik del oddelka za informatiko Univerze v Edinburghu, vključno s celovito knjižnico umetne inteligence. Mesto je bilo v letih 2013–2014 prenovljeno z eno novo stavbo, večinoma v hotelski uporabi.

## Sklad za obnovo starega mesta
V 1990-ih je Old Town Renewal Trust v sodelovanju z mestom Edinburgh razvil akcijski načrt za prenovo.

## Prenova
Območje neposredno severno od Canongatea je doživelo velik projekt prenove, ki se je prvotno imenoval Caltongate, a je bil pozneje preimenovan v New Waverley. Shema je vključevala gradnjo mešanice stanovanjskih, hotelskih, trgovskih in pisarniških stavb na mestu nekdanjega avtobusnega postajališča SMT na ulici New Street, razvoj lokov pod ulico Jeffrey Street, prenovo drugih okoliških lokacij in vzpostavitev povezave za pešce od Royal Mile do Calton Hill. Predloge so kritizirali komentatorji, vključno z avtorjem Alexandrom McCallom Smithom in poslanko Sheilo Gilmore, ki menita, da je sodoben dizajn nezdružljiv z obstoječimi starejšimi arhitekturnimi slogi starega mestnega jedra in neprimeren za Unescov seznam svetovne dediščine. Razvoju Caltongatea sta nasprotovala tudi združenje Cockburn in škotsko društvo za arhitekturno dediščino. Razvijalci strani Artisan Real Estate Investors so izjavili, da bo dokončan razvoj »živahno, vznemirljivo« mesto. Načrte je januarja 2014 odobril svet mesta Edinburgh, gradnja pa je potekala v poznih 2010-ih.